# أنتوني وودفيل (إيرل ريفيرز الثاني)
أنتوني وودفيل، إيرل ريفيرز الثاني (بالإنجليزية: Anthony Woodville, 2nd Earl Rivers)‏ كان رجلاً نبيلاً، كاتباً ومن أحد رجال الحاشية الملكية.